# Munhango
Munhango – miasto w Angoli, w prowincji Bié.